# Гай Цецилій Метелл Капрарій
Гай Цецилій Метелл Капрарій (156 — після 99 р. до н. е.) — політичний, державний та військовий діяч Римської республіки, консул 113 року до н. е.

## Життєпис
Походив з роду нобілів Цецилієї Метеллів. Син Квінта Цецилія Метелла Македонського, консула 143 року до н. е. 
Почав свою військову кар'єру у 133 році до н. е. у війську Сципіона Еміліана під час Нумантійської війні. У 125 році до н. е. обіймав посаду монетарія.
У 117 році до н. е. став претором, а у 113 році до н. е. був обраний консулом разом з Гнеєм Папірієм Карбоном. У 112 році до н. е. як провінцію отримав Македонію та Фракію, де з успіхом воював проти південнофракійських племен до 111 року до н. е., за що отримав тріумф.
У 102 році до н. е. його обрано цензором разом з Квінтом Цецилієм Метеллом Нумідійським. У 99 році до н.е Гай клопотав про повернення Квінта Цецилія Нумідійського із заслання, але марно.
Подальша доля Гая Капрарія невідома.

## Родина
- Гай Цецилій Метелл, сенатор 82 року до н.е.
- Квінт Цецилій Метелл Критський, консул 69 року до н.е.
- Луцій Цецилій Метелл, консул 68 року до н.е.
- Марк Цецилій Метелл, претор 69 року до н.е.